# تاكايا ناكامورا
تاكايا ناكامورا (باليابانية: 中村 孝也) (مواليد 3 يونيو 1978)، هو لاعب كرة قدم سابق كان يلعب كحارس مرمى.